# Trend Motor Sport

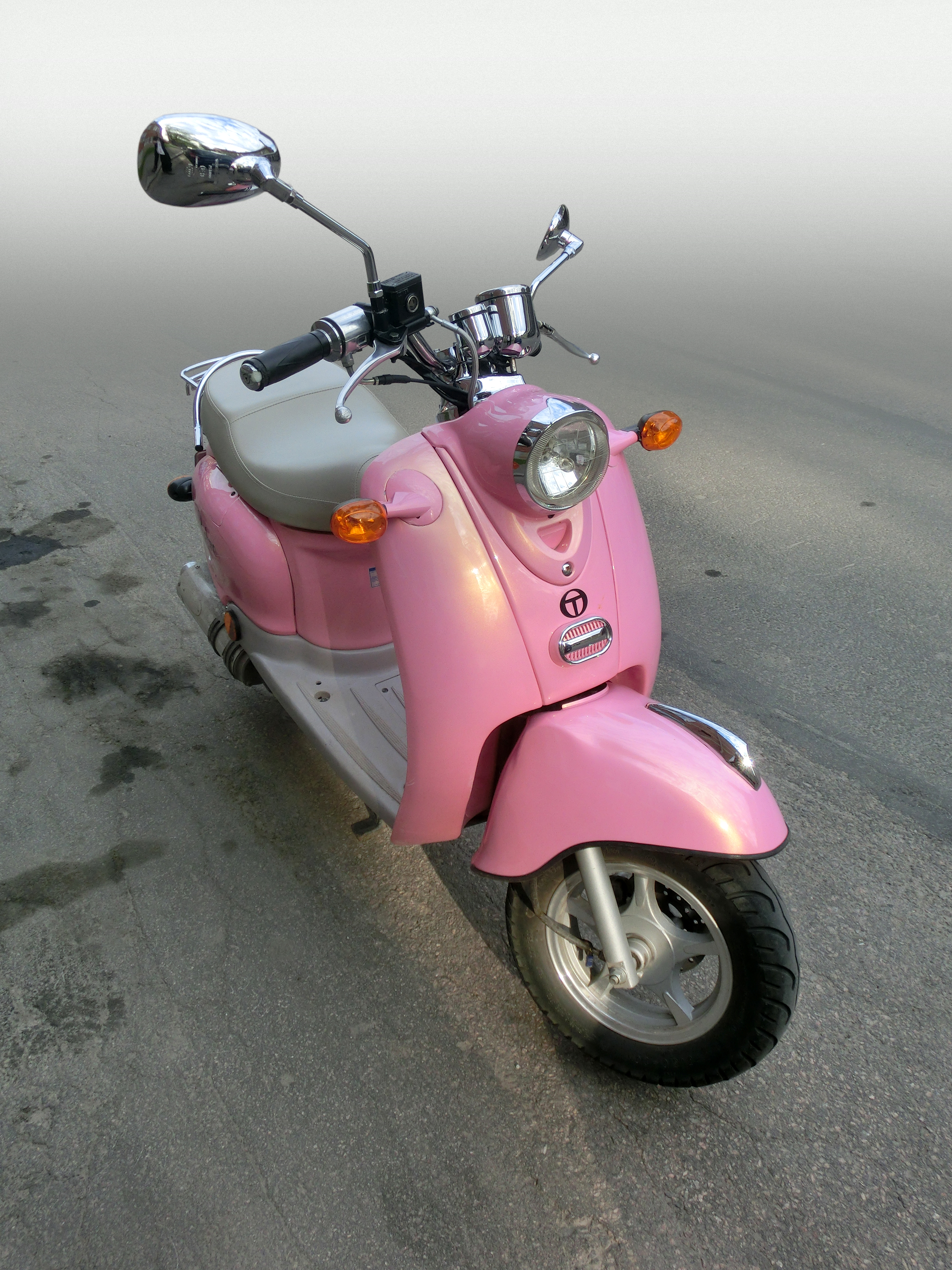
TMS Retro EU-moped.

Trend motor sports (TMS), är ett mopedmärke registrerat 2001.
TMS sålde drygt 6 000 mopeder i Sverige 2007. 